# 國家鐵道公團
國家鐵道公團（：／ Gukka cheoldo gongdan */?，KNRA），原名韓國鐵道設施公團（：／ Hanguk cheoldo siseol gongdan */?），是韓國一間隸屬於國土交通部轄下的国有企业，负责全國的鐵路建设和設備維護，並受國土交通部委託對韓國鐵道公社的營運監督管理。公司總部位於大田广域市。

## 历史
- 1992年13月9日 - 成立[1]。